# یواس‌اس هال (دی‌دی-۷)
یواس‌اس هال (دی‌دی-۷) (به انگلیسی: USS Hull (DD-7)) یک کشتی بود که طول آن ۲۴۸ فوت ۸ اینچ (۷۵٫۷۹ متر) بود. این کشتی در سال ۱۹۰۲ ساخته شد.